# 諏訪神社 (智頭町)
諏訪神社（すわじんじゃ）は、鳥取県八頭郡智頭町にある神社。創建は鎌倉時代の弘安元年（1278年）であり、信州の諏訪大社の分霊を奉るため建てられた。江戸時代は鳥取藩主池田家の祈願所として栄えた。
牛臥山の山麓に鎮座し、参道は智頭往来に接する。境内には古より社紋である楓が数百本繁茂しており、秋は紅葉の名所として賑わう。

## 由緒
- 弘安元年（1278年） - 信濃国諏訪大社の分霊を勧請奉祀し、諏訪大明神の社号で創建。
- 天正11年（1583年）12月 - 羽柴秀吉の淀山攻略の兵火を受けて焼失。
- 江戸時代 - 鳥取藩主池田家の祈願所となる。
- 天明2年（1782年） - 柱祭りを開始。
- 天保3年（1832年）11月 - 本殿を再建。
- 慶應4年（1868年）8月 - 合祭神を期に諏訪神社に改号。
- 1904年（明治37年）1月 - 幣殿・拝殿・釣殿を改築。

## 境内
- 本殿 - 江戸時代の天保3年（1832年）再建
- 幣拝殿 - 明治37年（1904年）再建

## 柱祭り
天明2年（1782年）より、信濃国の諏訪大社御柱祭に倣った「柱祭り」が行われている。以来6年ごとの申年と寅年の4月に、柱を献上する者の山から4本の杉が伐り出され、町内を練り歩いた後、宮入りして本殿四隅に建立される。
2001年（平成13年）3月23日、諏訪神社の柱祭りが鳥取県指定無形民俗文化財に指定された。

## 文化財

### 鳥取県指定無形民俗文化財
- 諏訪神社の柱祭り - 2001年（平成13年）3月23日指定。

### 智頭町保護文化財
- 智頭宿全図（古文書） - 1987年（昭和62年）11月25日指定。

## 関連人物
- 国米泰石 - 仏師。母は諏訪神社の神主の娘。

## 交通アクセス
- 智頭急行またはJR因美線、智頭駅より徒歩15分

## ギャラリー

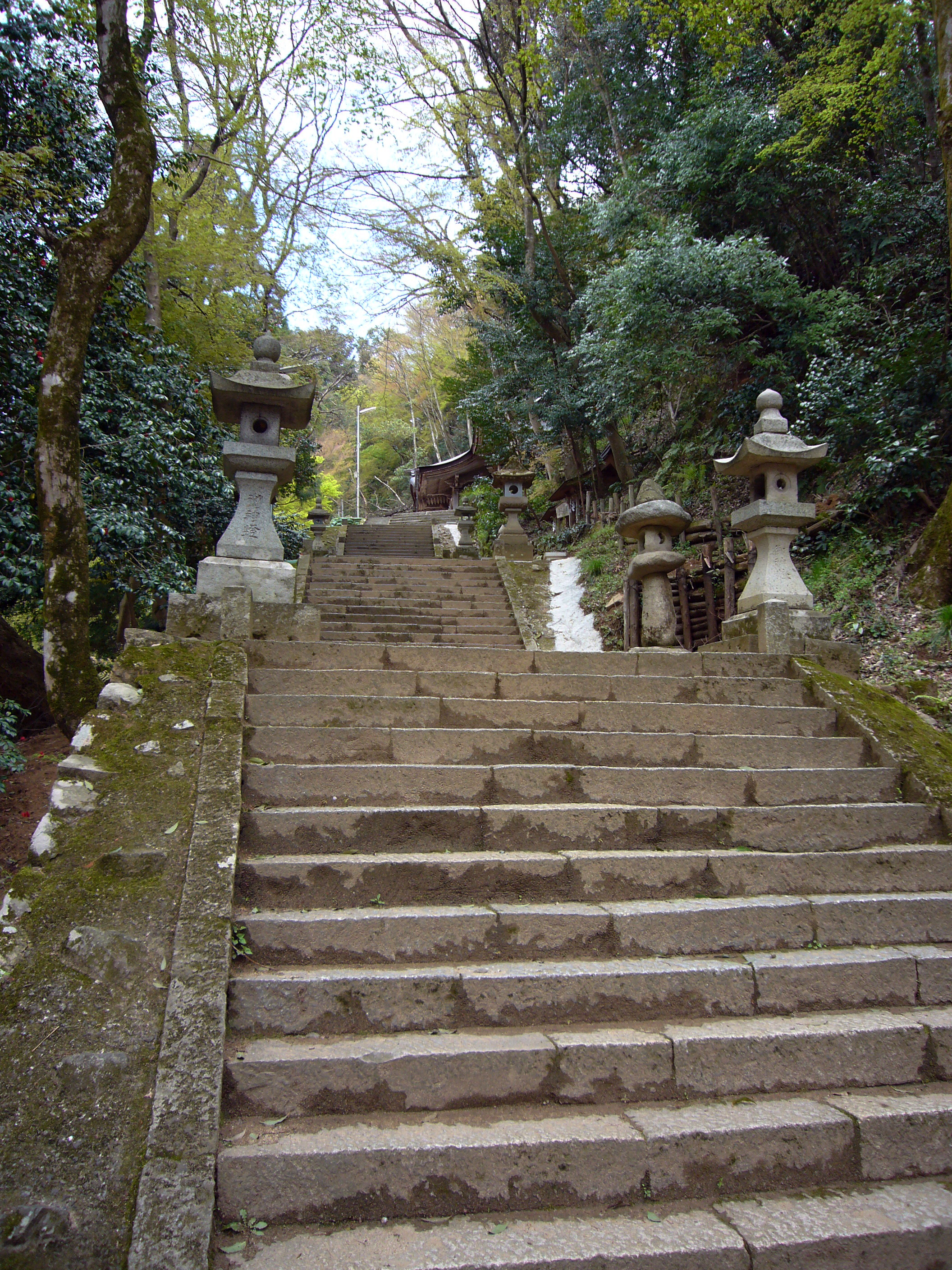
石段
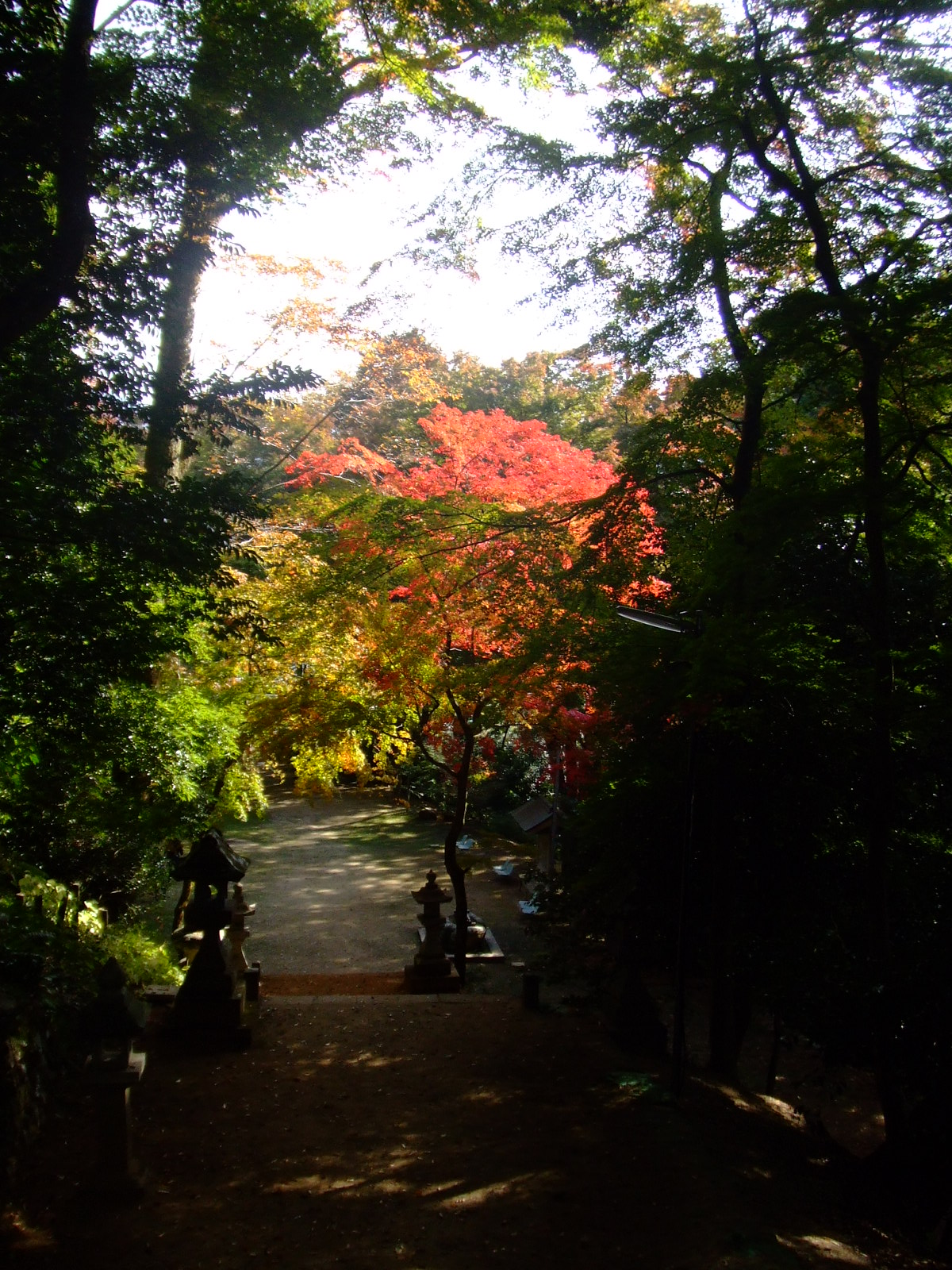
石段下の紅葉
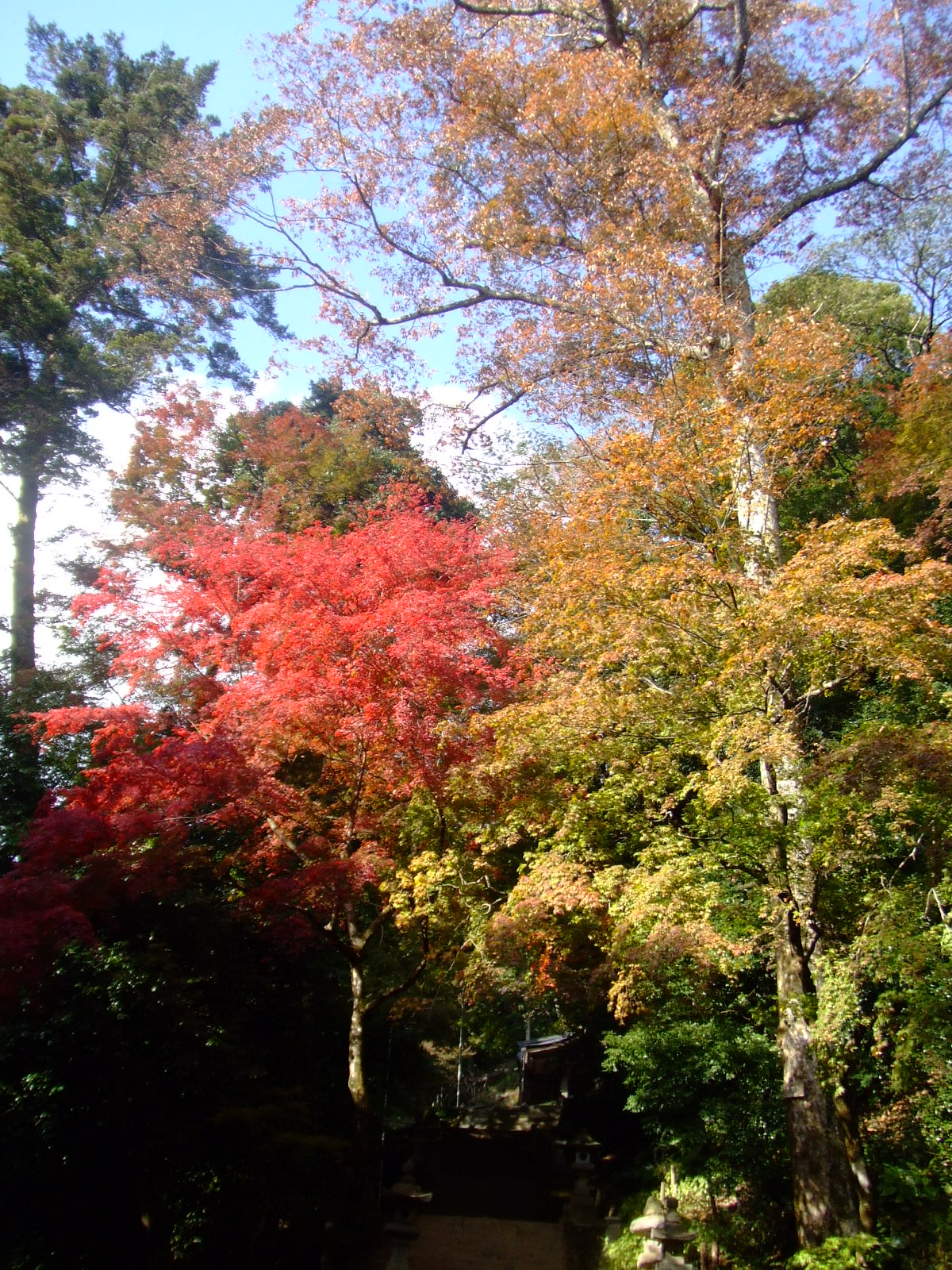
紅葉